# Jogo patológico
Jogo patológico ou ludomania, mais popularmente conhecido como "vício em jogar", se refere ao comportamento de persistir em jogar recorrentemente apesar de consequências negativas ou do desejo de parar. É mais prejudicial e conhecido entre jogos que envolvem dinheiro, mas qualquer jogo prazeroso pode se tornar viciante. 

## Classificação

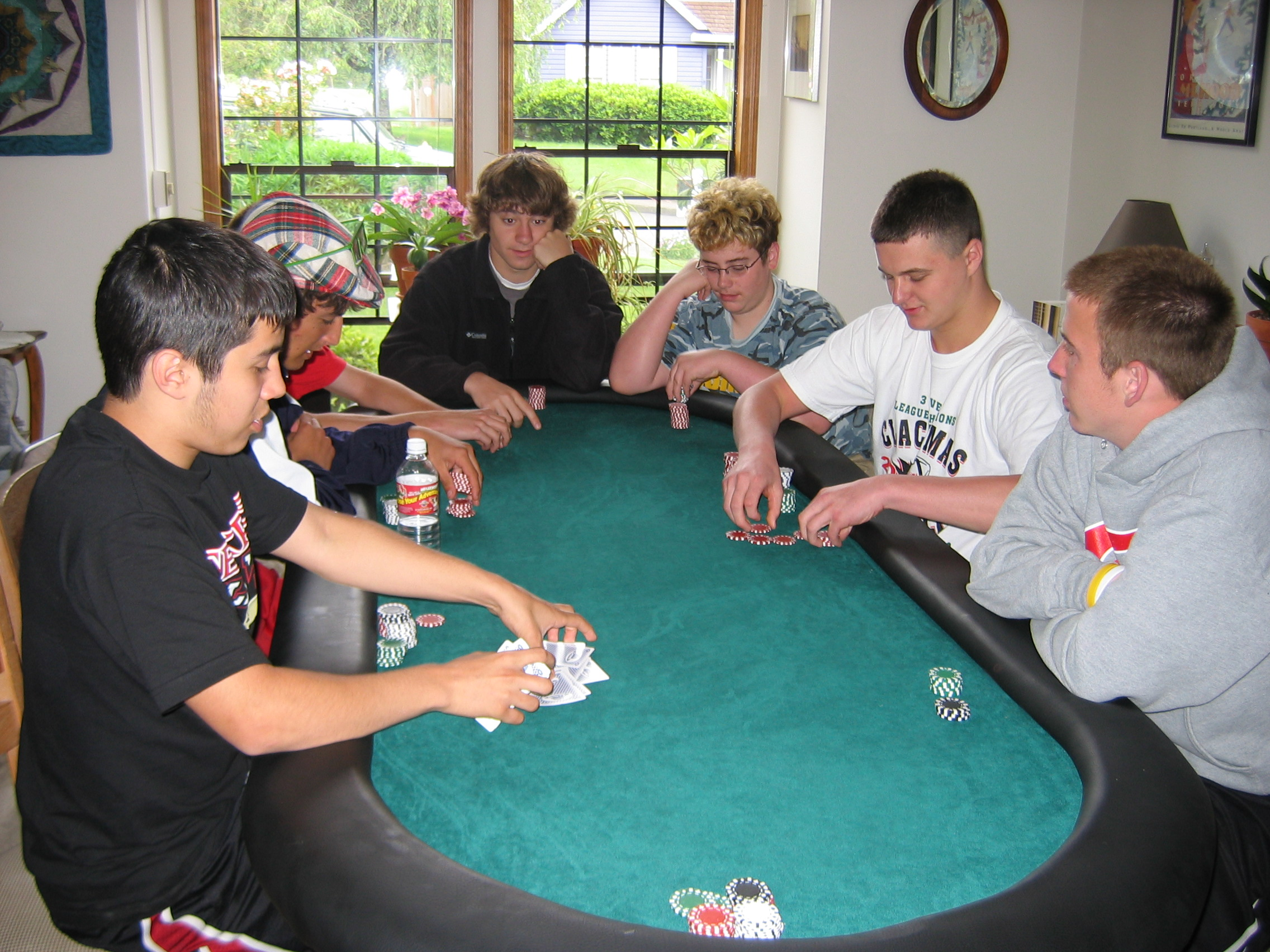
Ganhar um jogo ativa o cérebro de maneira muito semelhante a quando um viciado em cocaína recebe uma nova dose..

Existe conflito entre especialistas em classificar como uma compulsão e obsessão, como a cleptomania, ou de uma adicção, como o alcoolismo. Compulsão significa incapacidade em controlar impulsos diante de um estímulo, obsessão significa pensar recorrentemente em algo mesmo não desejando e sabendo que não deve pensar nisso. Adicção se refere a uma dependência química e psicológica, que aumenta gradualmente com a estimulação dopaminérgica e gera crise de abstinência e fissura na ausência do estímulo.

## Causa

Nosso cérebro não é eficiente em intuitivamente compreender probabilidades e empresas de jogos, cassinos e loterias se aproveitam disso para obterem lucros maiores.

Evidências científicas indicam que o jogo patológico é uma dependência semelhante à dependência química. Foi identificado em alguns jogadores patológicos um níveis de noradrenalina mais baixos que em jogadores normais, provavelmente por dessensibilização dos receptores de catecolamina. Noradrenalina e dopamina são secretados em resposta a eventos estressantes e excitantes, causando sensação de alívio e prazer diante de sucessos, mas jogadores patológicos precisam jogar cada vez mais, e com cada vez mais riscos, para obter o mesmo prazer que jogadores ocasionais. Esse mecanismo é muito semelhante ao de dependência química.

### Falácia do jogador
Se uma moeda ideal foi jogada 3 vezes e nas 3 o resultado foi cara, qual a probabilidade do próximo resultado ser coroa? Apesar da chance continuar apenas como 50% é comum acreditar que a cada fracasso a chance de sucesso na próxima tentativa será maior. A análise de probabilidades de outra cara só será de 6,25% caso a pergunta fosse "Qual é a chance de obter 4 caras consecutivas?". Em cada tentativa individual a chance permanece sendo 50% independente dos resultados anteriores.

## Diagnóstico

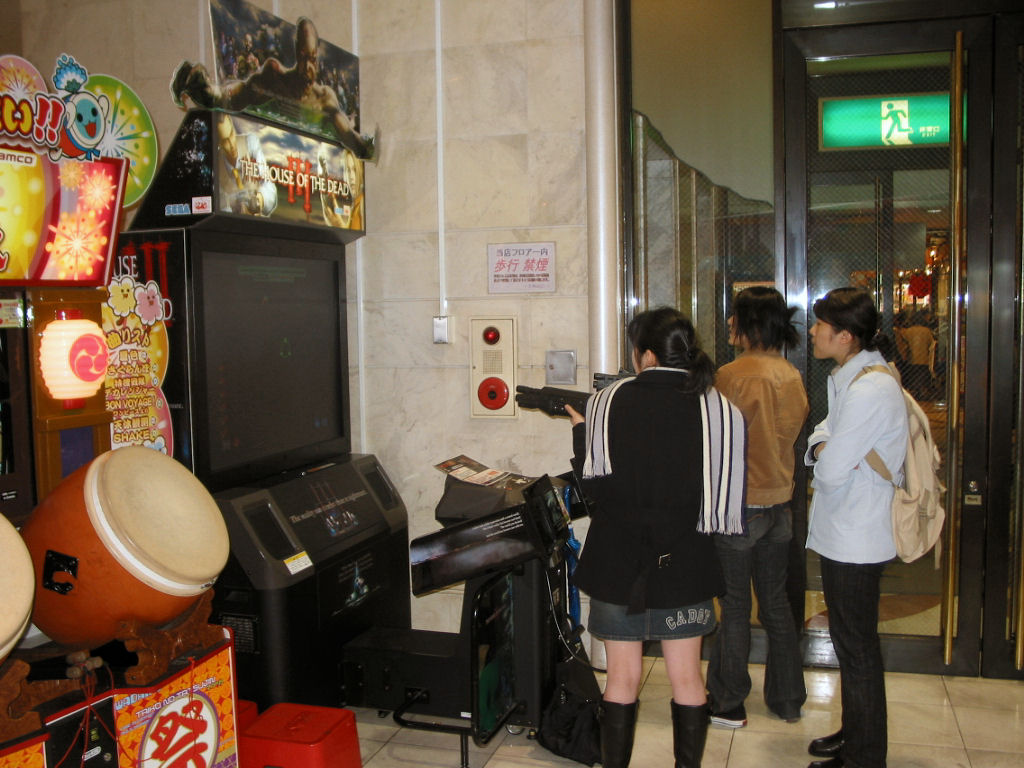
Jogos frequentemente são jogados em grupo e usados como base na socialização de um grupo. Nesses casos largar o jogo pode significar perder amigos e uma importante fonte de alívio de ansiedade.

Para a OMS esse transtorno "consiste em episódios repetidos e frequentes de jogo que dominam a vida do sujeito em detrimento dos valores e dos compromissos sociais, profissionais, materiais e familiares".
Para o diagnóstico pelo Manual Diagnóstico e Estatístico de Transtornos Mentais (DSM-IV) deve-se atender a cinco ou mais dentre os seguintes critérios:
1. Preocupação frequente com jogo;
2. Necessidade de aumentar os riscos ou apostas para alcançar a excitação desejada;
3. Esforço repetido e sem sucesso de controlar, diminuir ou parar de jogar;
4. Inquietude ou irritabilidade quando diminui ou pára de jogar;
5. Ameaçar ou perder relacionamentos significativos, oportunidades de trabalho, educação ou carreira por causa do jogo;
6. Jogo como forma de escapar de problemas ou para aliviar sentimentos desagradáveis;
7. Mentir para familiares, terapeuta ou outros, a fim de esconder a extensão do envolvimento com jogo;

Específicos de jogos de azar
1. Depois de perder dinheiro no jogo, retorna frequentemente no dia seguinte para recuperar o dinheiro perdido;
2. Contar com outros para prover dinheiro, no intuito de aliviar a situação financeira desesperadora por causa do jogo.
3. Cometer atos ilegais como falsificação, fraude, roubo ou desfalque para financiar o jogo;

## Comorbidades
É mais comum em quem também sofre com:
- Depressão maior;
- Transtorno bipolar;
- Alcoolismo;
- Transtornos de ansiedade e;
- Dependência de outras drogas.

## Epidemiologia
Em São Paulo o número de viciados em jogos de azar que procuram tratamento tem crescido, são homens, tem grau de escolaridade elevado e jogam múltiplos jogos de azar simultaneamente. Geralmente há preferência por um jogo, sendo jogos de cartas, jogos eletrônicos e bingo os mais comuns.
Na população geral 4% possuem sérios problemas com jogos e 1,5% atendem aos critérios diagnósticos de jogador patológico.
Dentre viciados em jogos a maioria são homens (87,7%), com ensino médio ou nível superior (82,3%), empregados em regime integral (71,6%), casados (50,7%), média de idade 40 anos e renda mensal média por volta de US$ 3.500.